# Neolucanus giganteus
Neolucanus giganteus es una especie de coleóptero de la familia Lucanidae.

## Distribución geográfica
Habita en Yunnan, Vietnam, Tailandia y  Laos.